# زاینده‌رود (لنجان)
زاینده‌رود، نام شهری در بخش مرکزی شهرستان لنجان از توابع استان اصفهان است.
شهر زاینده‌رود مشتمل بر پنج محله به نام‌های باباشیخعلی، بیستگان، بهجت آباد، کَلّه مسیح و کَلّه مسلمان است که البته این محلات در اصل پنج روستای جدا از هم بوده و در سال ۱۳۸۰ بهم پیوسته و یک شهر را تشکیل داده‌اند.
جمعیت این شهر بالغ بر ۹۵۶۳ نفر و ساکنین آن عمدتا بومی بوده و در اصطلاح لنجانی محسوب می‌شوند  بسیاری از ساکنین این شهر در شرکت‌ ذوب آهن اصفهان مشغول به کارند و شماری از آن‌ها نیز به برنج کاری اشتغال دارند. محصول عمده کشاورزی این شهر برنج است که به "برنج لنجان" شهرت دارد .
دریاچه مصنوعی محله باباشیخعلی زیباترین جاذبه گردشگری این شهر می باشد که همه ساله گردشگران زیادی را به خود جذب می کند. این دریاچه در اثر برداشت شن و خاک زمین های کشاورزی برای ساخت کارخانه ذوب آهن اصفهان ایجاد شده است.
شالیزارهای سرسبز شهر زاینده رود  در  فصل بهار و تابستان بسیار دیدنی و زیباست همچنین امامزاده سید احمد از اماکن دیدنی شهر زاینده رود است.
تپه و چنار، محلی زیبا در میان شالیزارهای بیستگان است و  همچنین چنار بسیار کهنی در محلۀ کله مسیح وجود دارد که مردم در روز سیزدهم فروردین هر سال در اطراف آن گرد می آیند. تفریح گاه محلۀ کله مسیح و پارک جزیره از باصفاترین و زیباترین نقاط شهرستان لنجان است که در حاشیه زاینده رود قرار گرفته و محل مناسبی برای استراحت و تفریح خانواده‌هاست.